# Адельберт Топпенберг
Адельберт Топпенберг (нід. Adelbert Toppenberg) — нідерландський антильський футболіст, який грав на позиції нападника. Відомий за виступами в складі клубу «СУБ Трапперс» та збірної Нідерландських Антильських островів, у складі якої був учасником двох фінальних турнірів чемпіонату націй КОНКАКАФ.

## Футбольна кар'єра
Адельберт Топпенберг народився на Кюрасао, і протягом усієї футбольної кар'єри грав у складі місцевого футбольного клубу «СУБ Трапперс». Неодноразово ставав чемпіоном острова. Грав також у складі збірної Нідерландських Антильських островів. У складі збірної брав участь у фінальному турнірі чемпіонату націй КОНКАКАФ 1969 року, під час якого відзначився дублем у ворота збірної Мексики, за що отримав прізвисько «Антільський Кройф». У складі збірної також участь у фінальному турнірі чемпіонату націй КОНКАКАФ 1973 року.